# 国際女子ボクサー協会
国際女子ボクサー協会（International Female Boxers Association / IFBA）は、かつて存在した女子ボクシングの世界王座認定団体である。本部はネバダ州ヘンダーソン。

## 歴史
1997年2月設立。同年8月2日にはバンタム級のイボンヌ・トレビーノ、ライト級のトレーシー・バード、ウェルター級のキャシー・コリンズの3名を最初のIFBA王者に認定した。
IFBA世界戦は男子の4大メジャー団体同様に全米で中継されるようになり、価値が高まった。
過去にルシア・ライカ、ホリー・ホルム、カリーナ・モレノら女子トップボクサーがタイトルを獲得しており、女子国際ボクシング協会（WIBA）とともに女子プロボクシングのメジャータイトルとされていた。
しかし、2004年の世界ボクシング協会（WBA）を皮切りに男子4大メジャー団体が相次いで女子を認定すると、多くのトップ選手はそれらのタイトルを目指すようになった。その結果、IFBAのタイトルマッチは激減し、ランキングも長らく更新されなくなった。2011年にテコ入れのため、元IFBA世界ライトフライ級チャンピオンのキム・メッサーがディレクターに就任した。
2015年8月29日にカリフォルニア州イングルウッドのザ・フォーラムにてIFBA世界スーパーバンタム級タイトルマッチモーリーン・シェイ VS ユリアン・ルナが行われた後、2016年にメッサーが会長に就任したが、メッサー体制では1試合も行われず、公式サイトは消滅しFacebookも更新されず事実上の活動停止となっている。

### 日本との関係
日本女子ボクシング協会（JWBC）時代にライカ（後の風神ライカ）が世界スーパーライト級王座を獲得している。
日本ボクシングコミッション（JBC）による女子公認直後の2008年にも天海ツナミがバンタム級王座を獲得しているが、JBCはIFBAを公認していなかったため、当時公認されていなかった男子のIBF・WBOなどと同様に歴代世界王者にカウントされない。

### 団体
- 女子国際ボクシング協会 (WIBA)
- 女子国際ボクシング連盟 (WIBF)
- 国際女子ボクシング連盟 (IWBF)
- 女子国際ボクシング評議会 (WIBC)
- 国際ボクシング協会 (IBA)
- 世界ボクシング協会 (WBA)
- 世界ボクシング評議会 (WBC)

### 王者一覧表
- 国際女子ボクサー協会世界王者一覧